# Marcel Granollers i Pujol
Marcel Granollers i Pujol (Barcelona, 12 d'abril de 1986) és un tennista professional català. Durant la seva trajectòria ha aconseguit més èxits en dobles que en individuals, amb 23 i 4 títols respectivament. El títol més important fou la Copa Masters aconseguida l'any 2012 junt amb Marc López i també dues Copa Davis (2008 i 2011) amb l'equip espanyol malgrat que no va disputar cap partit en la final.

## Torneigs de Grand Slam

### Dobles masculins: 6 (1−5)
| Resultat  | Núm. | Any  | Torneig       | Parella          | Oponents                                | Marcador              |
| --------- | ---- | ---- | ------------- | ---------------- | --------------------------------------- | --------------------- |
| Finalista | 1.   | 2014 | Roland Garros | Marc López       | Julien Benneteau Edouard Roger-Vasselin | 3−6, 6−7(1)           |
| Finalista | 2.   | 2014 | US Open       | Marc López       | Bob Bryan Mike Bryan                    | 3−6, 4−6              |
| Finalista | 3.   | 2019 | US Open (2)   | Horacio Zeballos | Juan Sebastián Cabal Robert Farah       | 4−6, 5−7              |
| Finalista | 4.   | 2021 | Wimbledon     | Horacio Zeballos | Nikola Mektić Mate Pavić                | 4−6, 6−7(5), 6−2, 5−7 |
| Finalista | 5.   | 2023 | Wimbledon (2) | Horacio Zeballos | Wesley Koolhof Neal Skupski             | 4−6, 4−6              |
| Guanyador | 1.   | 2025 | Roland Garros | Horacio Zeballos | Joe Salisbury Neal Skupski              | 6−0, 6−7(5), 7−5      |

## Carrera esportiva
Va formar-se al Reial Club Tennis MOnterols de Reus on va destacar com un dels joves talents del tennis català. L'any 2006 va entrar per primera vegada en el quadre d'un Grand Slam, a Wimbledon, però va caure contra Andrei Pavel a primera ronda. L'any següent va guanyar tres torneigs de dobles en el circuit Challenger i va arribar a segona ronda de Roland Garros fent parella amb Feliciano López.
L'any 2008 va guanyar el seu primer torneig individual, concretament a Houston, vencent a James Blake en la final. El dia previ havia perdut la final de dobles junt a Pablo Cuevas. Degut a la baixa de Nadal en la final de la Copa Davis, Granollers fou premiat a formar part de l'equip malgrat que no va disputar cap partit. Durant el 2009 va aconseguir els tres primers títols de dobles, curiosament amb tres parelles diferents: Costa de Sauipe amb Tommy Robredo, Buenos Aires amb Alberto Martín i Moscou amb Pablo Cuevas. Va seguir millorant el seu nivell individual però en els Grand Slams no aconseguia superar la segona ronda en cap. El 2010 va aconseguir dos títols més de dobles i va destacar també la disputa de les semifinals del US Open amb Robredo com a parella. Fou finalista a València en caure davant David Ferrer. En dobles es va imposar en els torneigs de Chennai i Costa do Sauipe. Va guanyar el segon títol individual de la seva carrera el 2011 a Gstaad derrotant a Fernando Verdasco en la final. Repetí la final a València però aquest cop va poder imposar-se en la final a Juan Mónaco, aconseguint així el seu èxit individual més important i entrant el Top 30 del rànquing individual. En dobles va guanyar el títol d'Auckland.
La temporada 2012 no va aconseguir molt bons resultats en categoria individual però en dobles, amb Marc López com a parella durant tota la temporada, van aconseguir molt bons resultats i diversos títols, fins a arribar el número 4 de la classificació ATP. Sobre terra batuda van disputar dues finals a Acapulco i al Comte de Godó. La seva progressió es va veure recompensada amb una gran victòria en la final del Masters de Roma contra Łukasz Kubot i Janko Tipsarević. A Roland Garros va arribar per primera vegada a quarta ronda d'un Grand Slam fins a perdre contra Ferrer. El juliol va realitzar una gran actuació a Umag on va disputar ambdues finals, l'única de l'any en categoria individual per fou derrotat pel tennista local Marin Čilić i tampoc es va endur el títol en dobles. La setmana següent van guanyar a Gstaad el segon títol de l'any. A l'estiu van disputar una nova final de Masters a Toronto, i aquest era el seu millor resultat sobre pista dura. En el US Open van arribar a semifinals en el millor resultat de l'any en un Grand Slam. Es van classificar per disputar l'ATP World Tour Finals per primera vegada i es van endur el títol contra-pronòstic. Consolidada la parella des de principi d'any, van disputar les quatre eliminatòries de Copa Davis que va disputar l'equip espanyol fins a ser derrotat en la final, això no obstant, només van guanyar el primer partit, on també va disputar i guanyar un partit individual.
A partir del 2019, Granollers va començar a jugar al costat de l'argentí Horacio Zeballos, amb qui van anar tornejos fins a arribar al número 1 mundial en la classificació ATP de dobles el maig de 2024.

## Palmarès

### Individual: 7 (4−3)
| Llegenda (pre/post 2009)                                 |
| -------------------------------------------------------- |
| Grand Slams (0−0)                                        |
| Tennis Masters Cup / ATP Finals (0−0)                    |
| ATP Masters Series / ATP World Tour Masters 1000 (0−0)   |
| ATP International Series Gold / ATP World Tour 500 (1−1) |
| ATP International Series / ATP World Tour 250 (3−2)      |

| Títols per superfície |
| --------------------- |
| Dura (1−1)            |
| Gespa (0−0)           |
| Terra batuda (3−2)    |

| Resultat  | Núm. | Data                  | Torneig            | Superfície   | Oponent                | Marcador         |
| --------- | ---- | --------------------- | ------------------ | ------------ | ---------------------- | ---------------- |
| Guanyador | 1.   | 14 d'abril de 2008    | Houston, EUA       | Terra batuda | James Blake            | 6−4, 1−6, 7−5    |
| Finalista | 1.   | 7 de novembre de 2010 | València           | Dura (i)     | David Ferrer           | 5−7, 3−6         |
| Guanyador | 2.   | 31 de juliol de 2011  | Gstaad, Suïssa     | Terra batuda | Fernando Verdasco      | 6−4, 3−6, 6−3    |
| Guanyador | 3.   | 6 de novembre de 2011 | València           | Dura (i)     | Juan Mónaco            | 6−2, 4−6, 7−6(3) |
| Finalista | 2.   | 15 de juliol de 2012  | Umag, Croàcia      | Terra batuda | Marin Čilić            | 6−4, 6−2         |
| Guanyador | 4.   | 3 d'agost de 2013     | Kitzbühel, Àustria | Terra batuda | Juan Mónaco            | 0−6, 7−6(3), 6−4 |
| Finalista | 3.   | 13 d'abril de 2014    | Casablanca, Marroc | Terra batuda | Guillermo García López | 5−7, 6−4, 6−3    |

### Dobles masculins: 59 (30−29)
| Llegenda (pre/post 2009)                                 |
| -------------------------------------------------------- |
| Grand Slams (1−5)                                        |
| Tennis Masters Cup / ATP Finals (1−1)                    |
| ATP Masters Series / ATP World Tour Masters 1000 (10−7)  |
| ATP International Series Gold / ATP World Tour 500 (6−5) |
| ATP International Series / ATP World Tour 250 (12−11)    |

| Títols per superfície |
| --------------------- |
| Dura (13−11)          |
| Gespa (2−2)           |
| Terra batuda (15−15)  |

| Resultat  | Núm. | Data                   | Torneig                                    | Superfície   | Parella          | Oponents                                | Marcador              |
| --------- | ---- | ---------------------- | ------------------------------------------ | ------------ | ---------------- | --------------------------------------- | --------------------- |
| Finalista | 1.   | 14 d'abril de 2008     | Houston, Estats Units                      | Terra batuda | Pablo Cuevas     | Ernests Gulbis Rainer Schüttler         | 5−7, 6−7(3)           |
| Guanyador | 1.   | 14 de febrer de 2009   | Costa do Sauipe, Brasil                    | Terra batuda | Tommy Robredo    | Lucas Arnold Ker Juan Monaco            | 6−4, 7−5              |
| Guanyador | 2.   | 22 de febrer de 2009   | Buenos Aires, Argentina                    | Terra batuda | Alberto Martín   | Nicolás Almagro Santiago Ventura        | 6−3, 5−7, [10−8]      |
| Guanyador | 3.   | 8 de novembre de 2009  | Moscou, Rússia                             | Dura (i)     | Pablo Cuevas     | František Čermák Michal Mertiňák        | 4−6, 7−5, [10−8]      |
| Finalista | 2.   | 14 d'abril de 2008     | València, Espanya                          | Dura (i)     | Tommy Robredo    | František Čermák Michal Mertiňák        | 4−6, 3−6              |
| Finalista | 3.   | 15 de novembre de 2009 | París, França                              | Dura (i)     | Tommy Robredo    | Daniel Nestor Nenad Zimonjić            | 3−6, 4−6              |
| Guanyador | 4.   | 10 de gener 2010       | Chennai, Índia                             | Dura         | Santiago Ventura | Lu Yen-Hsun Janko Tipsarević            | 7−5, 6−2              |
| Guanyador | 5.   | 14 de febrer de 2010   | Costa do Sauipe (2)                        | Terra batuda | Pablo Cuevas     | Łukasz Kubot Oliver Marach              | 7−5, 6−4              |
| Finalista | 4.   | 9 de maig de 2010      | Estoril, Portugal                          | Terra batuda | Pablo Cuevas     | Marc López David Marrero                | 7−6(1), 4−6, [4−10]   |
| Finalista | 5.   | 26 de setembre de 2010 | Bucarest, Romania                          | Terra batuda | Santiago Ventura | Juan Ignacio Chela Łukasz Kubot         | 2−6, 7−5, [11−13]     |
| Guanyador | 6.   | 15 de gener de 2011    | Auckland, Nova Zelanda                     | Dura         | Tommy Robredo    | Johan Brunström Stephen Huss            | 6−4, 7−6(6)           |
| Finalista | 6.   | 6 de febrer de 2011    | Zagreb, Croàcia                            | Dura (i)     | Marc López       | Dick Norman Horia Tecău                 | 3−6, 4−6              |
| Finalista | 7.   | 16 de juliol de 2011   | Stuttgart, Alemanya                        | Terra batuda | Marc López       | Jürgen Melzer Philipp Petzschner        | 3−6, 4−6              |
| Finalista | 8.   | 4 de març de 2012      | Acapulco, Mèxic                            | Terra batuda | Marc López       | David Marrero Fernando Verdasco         | 3−6, 4−6              |
| Finalista | 9.   | 29 d'abril de 2012     | Barcelona, Espanya                         | Terra batuda | Marc López       | Mariusz Fyrstenberg Marcin Matkowski    | 6−2, 6−7(7), [8−10]   |
| Guanyador | 7.   | 20 de maig de 2012     | Roma, Itàlia                               | Terra batuda | Marc López       | Łukasz Kubot Janko Tipsarević           | 6−3, 6−2              |
| Finalista | 10.  | 14 de juliol de 2012   | Umag, Croàcia                              | Terra batuda | Marc López       | David Marrero Fernando Verdasco         | 3−6, 6−7(4)           |
| Guanyador | 8.   | 22 de juliol de 2012   | Gstaad, Suïssa                             | Terra batuda | Marc López       | Robert Farah Santiago Giraldo           | 6−4, 7−6(9)           |
| Finalista | 11.  | 13 d'agost de 2012     | Toronto, Canadà                            | Dura         | Marc López       | Bob Bryan Mike Bryan                    | 1−6, 6−4, [10−12]     |
| Guanyador | 9.   | 12 de novembre de 2012 | ATP World Tour Finals, Londres, Regne Unit | Dura (i)     | Marc López       | Mahesh Bhupathi Rohan Bopanna           | 7−5, 3−6, [10−3]      |
| Finalista | 12.  | 18 d'agost de 2013     | Cincinnati, Estats Units                   | Dura         | Marc López       | Bob Bryan Mike Bryan                    | 4−6, 6−4, [4−10]      |
| Guanyador | 10.  | 16 de febrer de 2014   | Buenos Aires (2)                           | Terra batuda | Marc López       | Pablo Cuevas Horacio Zeballos           | 7−5, 6−4              |
| Finalista | 13.  | 7 de juny de 2014      | Roland Garros, França                      | Terra batuda | Marc López       | Julien Benneteau Édouard Roger-Vasselin | 3−6, 6−7(1)           |
| Finalista | 14.  | 7 de juny de 2014      | US Open, Estats Units                      | Dura         | Marc López       | Bob Bryan Mike Bryan                    | 3−6, 4−6              |
| Finalista | 15.  | 17 de maig de 2015     | Roma                                       | Terra batuda | Marc López       | Pablo Cuevas David Marrero              | 4−6, 5−7              |
| Finalista | 16.  | 24 d'abril de 2016     | Barcelona (2)                              | Terra batuda | Pablo Cuevas     | Bob Bryan Mike Bryan                    | 5−7, 5−7              |
| Guanyador | 11.  | 17 de juliol de 2016   | Bastad, Suècia                             | Terra batuda | David Marrero    | Marcus Daniell Marcelo Demoliner        | 6−2, 6−3              |
| Guanyador | 12.  | 9 d'octubre de 2016    | Tòquio, Japó                               | Dura         | Marcin Matkowski | Raven Klaasen Rajeev Ram                | 6−2, 7−6(4)           |
| Guanyador | 13.  | 30 d'octubre de 2016   | Basilea, Suïssa                            | Dura (i)     | Jack Sock        | Robert Lindstedt Michael Venus          | 6−3, 6−4              |
| Guanyador | 14.  | 19 de febrer de 2017   | Rotterdam, Països Baixos                   | Dura (i)     | Ivan Dodig       | Wesley Koolhof Matwé Middelkoop         | 7−6(5), 6−3           |
| Finalista | 17.  | 15 d'abril de 2017     | Marràqueix, Marroc                         | Terra batuda | Marc López       | Dominic Inglot Mate Pavić               | 4−6, 6−2, [9−11]      |
| Finalista | 18.  | 21 de maig de 2017     | Roma (2)                                   | Terra batuda | Ivan Dodig       | Pierre-Hugues Herbert Nicolas Mahut     | 6−4, 4−6, [10−3]      |
| Guanyador | 15.  | 30 d'octubre de 2017   | Basilea (2)                                | Dura (i)     | Ivan Dodig       | Fabrice Martin Édouard Roger-Vasselin   | 7−5, 7−6(6)           |
| Finalista | 19.  | 5 de novembre de 2017  | París (2)                                  | Dura (i)     | Ivan Dodig       | Łukasz Kubot Marcelo Melo               | 6−7(3), 6−3, [6−10]   |
| Guanyador | 16.  | 4 de novembre de 2018  | París                                      | Dura (i)     | Rajeev Ram       | Jean-Julien Rojer Horia Tecău           | 6−4, 6−4              |
| Guanyador | 17.  | 21 de juliol de 2019   | Newport, Estats Units                      | Gespa        | Serhí Stakhovski | Marcelo Arévalo M.Á. Reyes-Varela       | 6−7(10), 6−4, [13−11] |
| Guanyador | 18.  | 12 d'agost de 2019     | Mont-real                                  | Dura         | Horacio Zeballos | Wesley Koolhof Robin Haase              | 7−5, 7−5              |
| Finalista | 20.  | 6 de setembre de 2019  | US Open, (2)                               | Dura         | Horacio Zeballos | Juan Sebastián Cabal Robert Farah       | 4−6, 5−7              |
| Guanyador | 19.  | 16 de febrer de 2020   | Buenos Aires (3)                           | Terra batuda | Horacio Zeballos | Guillermo Durán Juan Ignacio Londero    | 6−4, 5−7, [18−16]     |
| Guanyador | 20.  | 23 de febrer de 2020   | Rio de Janeiro, Brasil                     | Terra batuda | Horacio Zeballos | Salvatore Caruso Federico Gaio          | 6−4, 5−7, [10−7]      |
| Finalista | 21.  | 13 de setembre de 2020 | Kitzbühel, Àustria                         | Terra batuda | Horacio Zeballos | Austin Krajicek Franko Škugor           | 6−7(5), 5−7           |
| Guanyador | 21.  | 20 de setembre de 2020 | Roma (2)                                   | Terra batuda | Horacio Zeballos | Jérémy Chardy Fabrice Martin            | 6−4, 5−7, [10−8]      |
| Finalista | 22.  | 21 de març de 2021     | Acapulco (2)                               | Dura         | Horacio Zeballos | Ken Skupski Neal Skupski                | 6−7(3), 4−6           |
| Guanyador | 22.  | 9 de maig de 2021      | Madrid, Espanya                            | Terra batuda | Horacio Zeballos | Nikola Mektić Mate Pavić                | 1−6, 6−3, [10−8]      |
| Finalista | 23.  | 10 de juliol de 2021   | Wimbledon, Regne Unit                      | Gespa        | Horacio Zeballos | Nikola Mektić Mate Pavić                | 4−6, 6−7(5), 6−2, 5−7 |
| Guanyador | 23.  | 22 d'agost de 2021     | Cincinnati                                 | Dura         | Horacio Zeballos | Steve Johnson Austin Krajicek           | 7−6(5), 7−6(5)        |
| Guanyador | 24.  | 19 de juny de 2022     | Halle, Alemanya                            | Gespa        | Horacio Zeballos | Tim Pütz Michael Venus                  | 6−4, 6−7(5), [14−12]  |
| Finalista | 24.  | 27 de maig de 2023     | Ginebra, Suïssa                            | Terra batuda | Horacio Zeballos | Jamie Murray Michael Venus              | 6−7(6), 6−7(3)        |
| Finalista | 25.  | 15 de juliol de 2023   | Wimbledon (2)                              | Gespa        | Horacio Zeballos | Wesley Koolhof Neal Skupski             | 4−6, 4−6              |
| Guanyador | 25.  | 15 d'octubre de 2023   | Xangai, Xina                               | Dura         | Horacio Zeballos | Rohan Bopanna Matthew Ebden             | 5−7, 6−2, [10−7]      |
| Finalista | 26.  | 19 de novembre de 2023 | ATP Finals, Torí, Itàlia                   | Dura (i)     | Horacio Zeballos | Rajeev Ram Joe Salisbury                | 3−6, 4−6              |
| Finalista | 27.  | 13 de gener de 2024    | Auckland                                   | Dura         | Horacio Zeballos | Wesley Koolhof Nikola Mektić            | 3−6, 7−6(5), [7−10]   |
| Finalista | 28.  | 18 de febrer de 2024   | Buenos Aires                               | Terra batuda | Horacio Zeballos | Simone Bolelli Andrea Vavassori         | 2−6, 6−7(6)           |
| Finalista | 29.  | 16 de març de 2024     | Indian Wells, Estats Units                 | Dura         | Horacio Zeballos | Wesley Koolhof Nikola Mektić            | 6−7(2), 6−7(4)        |
| Guanyador | 26.  | 19 de maig de 2024     | Roma (3)                                   | Terra batuda | Horacio Zeballos | Marcelo Arévalo Mate Pavić              | 6−2, 6−2              |
| Guanyador | 27.  | 12 d'agost de 2024     | Mont-real (2)                              | Dura         | Horacio Zeballos | Rajeev Ram Joe Salisbury                | 6−2, 7−6(4)           |
| Guanyador | 28.  | 6 d'abril de 2025      | Bucarest                                   | Terra batuda | Horacio Zeballos | Jakob Schnaitter Mark Wallner           | 7−6(3), 6−4           |
| Guanyador | 29.  | 4 de maig de 2025      | Madrid (2)                                 | Terra batuda | Horacio Zeballos | Marcelo Arévalo Mate Pavić              | 6−4, 6−4              |
| Guanyador | 30.  | 7 de juny de 2025      | Roland Garros                              | Terra batuda | Horacio Zeballos | Joe Salisbury Neal Skupski              | 6−0, 6−7(5), 7−5      |

#### Períodes com a número 1
| Núm. | Predecessor   | Dates                   | Successor       | Setmanes | Acumulat |
| ---- | ------------- | ----------------------- | --------------- | -------- | -------- |
| 1.   | Matthew Ebden | 06/05/2024 − 09/06/2024 | Matthew Ebden   | 5        | 5        |
| 2.   | Matthew Ebden | 15/07/2024 − 10/11/2024 | Marcelo Arévalo | 17       | 22       |

### Equips: 3 (2−1)
| Resultat  | Núm. | Data                      | Torneig                              | Superfície | Equip                                                                  | Oponents                                                             | Marcador |
| --------- | ---- | ------------------------- | ------------------------------------ | ---------- | ---------------------------------------------------------------------- | -------------------------------------------------------------------- | -------- |
| Guanyador | 1.   | 21−23 de novembre de 2008 | Copa Davis, Mar del Plata, Argentina | Dura (i)   | David Ferrer Feliciano López Fernando Verdasco                         | Juan Martín del Potro David Nalbandian José Acasuso Agustín Calleri  | 3−1      |
| Finalista | 1.   | 16−18 de novembre de 2012 | Copa Davis, Praga, República Txeca   | Dura (i)   | Nicolás Almagro David Ferrer Marc López                                | Tomáš Berdych Radek Štěpánek Lukas Rosol Ivo Minar                   | 2−3      |
| Guanyador | 2.   | 20−24 de desembre de 2019 | Copa Davis, Madrid, Espanya (2)      | Dura (i)   | Roberto Bautista Agut Pablo Carreño Busta Feliciano López Rafael Nadal | Félix Auger-Aliassime Vasek Pospisil Brayden Schnur Denis Shapovalov | 2−0      |

### Challengers: 2 (2−0)
| Núm. | Data                | Torneig        | Superfície   | Oponent              | Resultat |
| ---- | ------------------- | -------------- | ------------ | -------------------- | -------- |
| 1.   | 9 d'octubre de 2006 | Barcelona      | Terra batuda | Óscar Hernández      | 6−4, 6−1 |
| 2.   | 10 de març de 2008  | Tànger, Marroc | Terra batuda | Daniel Gimeno Traver | 6−4, 6−4 |

## Trajectòria

### Individual
| Torneig | 2006 | 2007 | 2008  | 2009  | 2010  | 2011  | 2012  | 2013  | 2014  | 2015  | 2016  | 2017 | 2018 | 2019 | Títols    | V – D     |
| --- | ---- | ---- | ----- | ----- | ----- | ----- | ----- | ----- | ----- | ----- | ----- | ---- | ---- | ---- | --------- | --------- |
| Open d'Austràlia | A    | A    | 1R    | 2R    | 2R    | 1R    | 2R    | 2R    | 1R    | 2R    | 2R    | 1R   | A    | 1R   | 0 / 11    | 6 – 11    |
| Roland Garros | A    | A    | 2R    | 1R    | 2R    | 2R    | 4R    | 1R    | 4R    | 2R    | 4R    | 1R   | Q    | A    | 0 / 10    | 13 – 10   |
| Wimbledon | 1R   | A    | 1R    | 2R    | 2R    | 1R    | 1R    | 1R    | 2R    | 2R    | 2R    | 1R   | Q    | 2R   | 0 / 12    | 6 – 12    |
| US Open | A    | A    | 1R    | 2R    | 2R    | 3R    | 2R    | 4R    | 3R    | 2R    | 2R    | A    | 1R   | 1R   | 0 / 11    | 12 – 11   |
| Total Victòries−Derrotes                                                                                                   | 0–2  | 2–2  | 15–20 | 16–25 | 21–22 | 27–25 | 23–23 | 27–24 | 19–28 | 14–21 | 21–25 | 4–17 | 5–4  | 8–12 | 202 – 250 | 202 – 250 |
| Rànquing a final d'any | 160  | 132  | 56    | 91    | 41    | 27    | 34    | 38    | 46    | 84    | 37    | 177  | 96   | 111  |           |           |
| Llegenda: G: Guanyador; F: Finalista; SF: Semifinalista; QF: Quarts de final; Q: Qualificació; A: Absent; RR: Round Robin; |      |      |       |       |       |       |       |       |       |       |       |      |      |      |           |           |

### Dobles masculins
| Torneig | 2007 | 2008  | 2009        | 2010        | 2011        | 2012  | 2013        | 2014        | 2015        | 2016  | 2017        | 2018        | 2019        | 2020        | 2021  | 2022  | 2023 | 2024 | Títols    | V – D     |
| --- | ---- | ----- | ----------- | ----------- | ----------- | ----- | ----------- | ----------- | ----------- | ----- | ----------- | ----------- | ----------- | ----------- | ----- | ----- | ---- | ---- | --------- | --------- |
| Open d'Austràlia | A    | 2R    | 1R          | 2R          | 3R          | 1R    | SF          | 2R          | 1R          | SF    | QF          | 2R          | 1R          | 3R          | 1R    | SF    | SF   | 3R   | 0 / 17    | 29 – 17   |
| Roland Garros | 2R   | 2R    | 2R          | 1R          | 2R          | 1R    | QF          | F           | 1R          | QF    | QF          | 2R          | 1R          | 3R          | 2R    | SF    | SF   |      | 0 / 17    | 31 – 16   |
| Wimbledon | 1R   | QF    | 1R          | QF          | 3R          | 1R    | 1R          | 3R          | 2R          | 3R    | 3R          | 2R          | 1R          | NC          | F     | A     | F    |      | 0 / 15    | 26 – 15   |
| US Open | 2R   | 1R    | 2R          | SF          | 3R          | SF    | 3R          | F           | 3R          | 1R    | 3R          | 3R          | F           | 1R          | QF    | 1R    | 3R   |      | 0 / 17    | 35 – 17   |
| Jocs Olímpics | NC   | A     | No celebrat | No celebrat | No celebrat | 1R    | No celebrat | No celebrat | No celebrat | A     | No celebrat | No celebrat | No celebrat | No celebrat | A     | NC    | NC   |      | 0 / 1     | 0 – 1     |
| ATP World Tour Finals | A    | A     | A           | A           | A           | G     | RR          | RR          | A           | A     | RR          | A           | A           | SF          | SF    | RR    |      |      | 1 / 7     | 9 – 15    |
| Total Victòries−Derrotes                                                                                                   | 8−7  | 19−23 | 33−17       | 34−21       | 32−17       | 43−22 | 31−23       | 38−24       | 15−18       | 35−16 | 36−21       | 20−15       | 28−19       | 24−8        | 27−16 | 25−21 |      |      | 455 – 289 | 455 – 289 |
| Rànquing a final d'any | 59   | 60    | 25          | 22          | 32          | 10    | 12          | 8           | 39          | 18    | 14          | 25          | 25          | 9           | 7     | 17    |      |      |           |           |
| Llegenda: G: Guanyador; F: Finalista; SF: Semifinalista; QF: Quarts de final; Q: Qualificació; A: Absent; RR: Round Robin; |      |       |             |             |             |       |             |             |             |       |             |             |             |             |       |       |      |      |           |           |